# Чернихув (Прошовицкий повет)
Черни́хув (пол. Czernichów) — село в Польше в сельской гмине Конюша Прошовицкого повета Малопольского воеводства.
В 1975—1998 годах село входило в состав Краковского воеводства.